# Camille Fily
Camille Fily (* 13. Mai 1887 in Preuilly-sur-Claise; † 11. Mai 1918 in Kemmel) war ein französischer Radrennfahrer. 
Camille Fily war Profi-Radrennfahrer von 1904 bis 1905. In jedem dieser beiden Jahre startete er bei der Tour de France: Bei der Tour 1904 war er mit 17 Jahren und etwas mehr als einem Monat der jüngste Fahrer, der bisher (Stand 2016) bei dieser Rundfahrt gestartet ist und sie auch beendete. Zunächst belegte er im Gesamtklassement Platz neun, doch nach einer Entscheidung der Französische Veloziped-Union (UVF) am 30. November 1904 wurde er wegen Regelverstössen, wie andere Fahrer auch, disqualifiziert. Im Jahr darauf, 1905, belegte er Rang 14 in der Gesamtwertung.
Fily fiel am 11. Mai 1918 als Soldat im Ersten Weltkrieg, nachdem schon sein älterer Bruder Georges, ebenfalls ein Radrennfahrer, im Mai 1916 bei Verdun ums Leben gekommen war.

## Teams
- 1904: Veuve Fily-Dunlop
- 1905: Guérin Cycles